# En directo (álbum de Bloque)
En directo es un álbum en directo del grupo musical Bloque editado en el año 1999 por el sello "Énfasis Records" bajo la referencia EFDS 3013.
Su grabación se realizó en la sala Revólver de Madrid el 15 de octubre de 1994 y contiene temas clásicos de la banda, una nueva composición "Rey de la noche", además de tres versiones: "Savoy" de Jeff Beck, "Rockin'in the Free World" de Neil Young y "Radar Love" de Golden Earring.

Cabe destacar que a partir de este concierto, Bloque dejó de versionar temas de otras bandas, ya que se dieron cuenta de que, con su repertorio, tenían suficiente para no tener que tocar temas de otros.

## Lista de canciones
| Título                                  | Autor                          | Duración |
| --------------------------------------- | ------------------------------ | -------- |
| Undécimo poder                          | (J. Respuela)                  | 5:25     |
| Descubre el sentido terrible de la vida | (S. Ruiz)                      | 4:30     |
| Rey de la noche                         | (J. Respuela- B. Diez)         | 4:02     |
| Hijo del alba                           | (L.M. Pastor)                  | 3:18     |
| Savoy                                   | (versión de Jeff Beck)         | 3:34     |
| Ni un día más                           | (J. Respuela)                  | 3:59     |
| Abelardo y Eloisa                       | (S. F. ruiz - J. C. Gutiérrez) | 6:25     |
| El verdadero silencio                   | (C. Terán)                     | 3:50     |
| Maldito Traidor                         | (J. Respuela - B.Diez)         | 3:24     |
| Radar love                              | (versión de Golden Earring)    | 5:26     |
| Caracosida                              | (J. Respuela - B. Diez)        | 4:24     |
| Rockin´in the free world                | (versión de Neil Young)        | 5:57     |